# 酒海纪
酒海纪期是月球地质年代中位于前酒海纪和早雨海世之间的一段时期。它起始于酒海盆地形成之初（42-38亿年前），结束于雨海盆地即将到来之前（38.7-37.5亿年前，最新数据为39.38±0.004亿年前）。雨海盆地自身则涉及到下一地质期-早雨海世。正是在这一时期，月球经历了后期重轰炸期密集的天体撞击。
这一大胆的地质期划分是由斯图尔特·亚历山大（Stuart Alexander）和唐纳德·威廉斯（Donald Wilhelms）所提出。

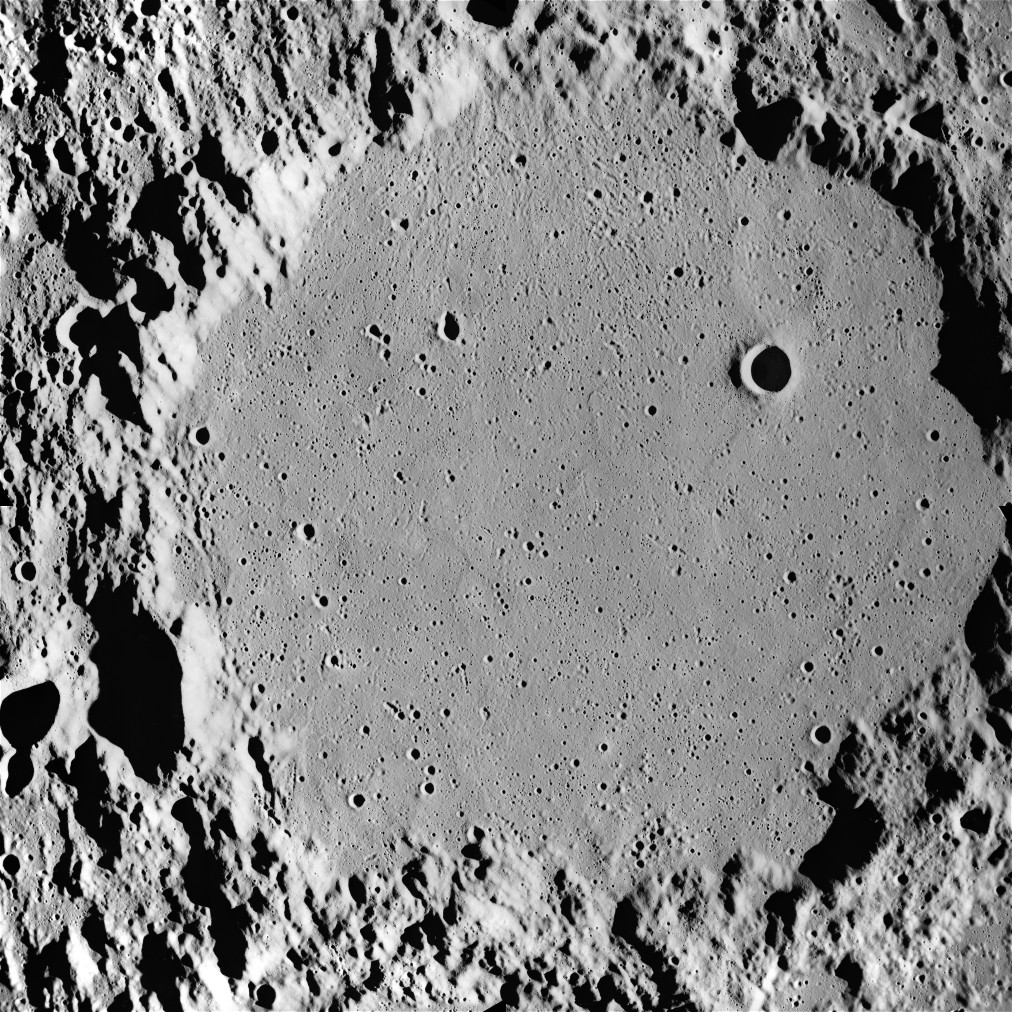
托勒密环形山

## 月球地質

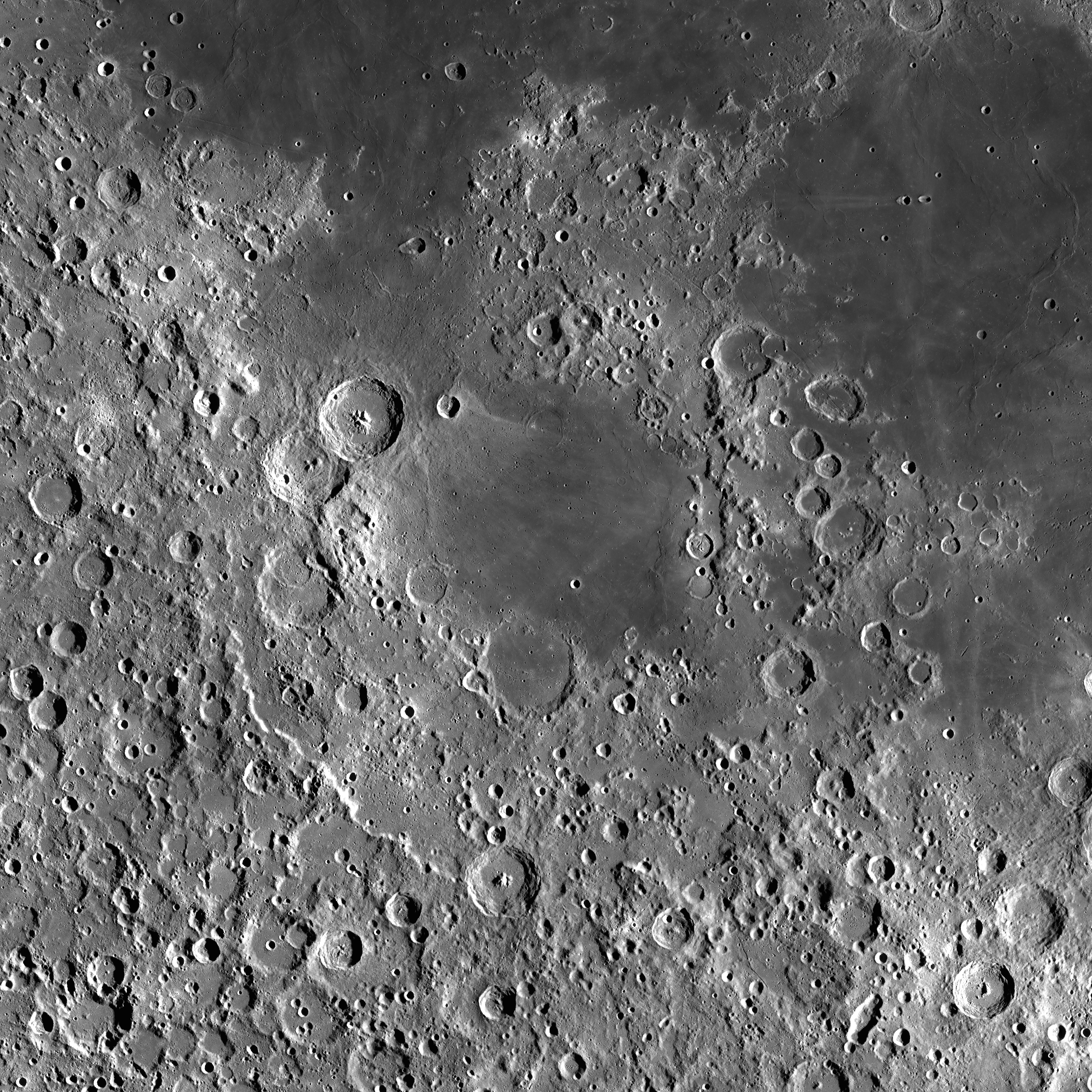
酒海撞击盆地，出现于酒海纪开始之初（月海自身形成时间则更晚）。

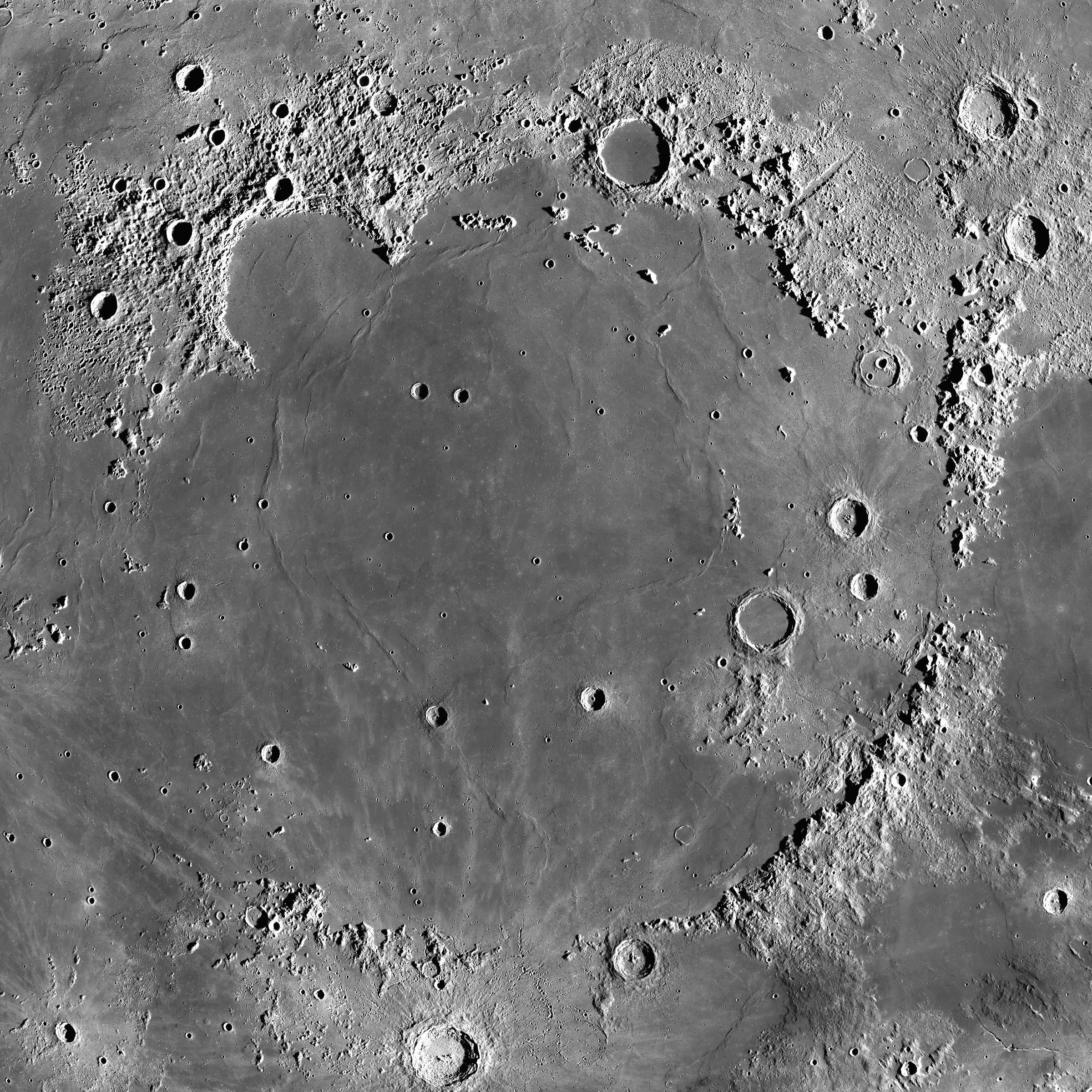
雨海撞击盆地，形成于酒海纪刚刚结束之后。

前酒海紀是指從45億5千萬年前（月球開始形成時）至39億2千萬年前（酒海因隕石碰撞而形成時）的這段時期。前酒海紀之後是酒神代。前酒海紀的岩石是很稀少的；它們大部份是由月面高地物質所組成，其他的則多已被接下來的碰撞（主要是標示著酒神代約略初始時期的大撞擊後期）給重重地攪動、擊碎和融解掉了。前酒海紀高地的主要物質為斜長岩，據猜測可能是因為月球早期地殼形成時發生了廣泛的岩漿海的礦物結晶化。此一地質時代被非正式地分成隱生代和盆地群代，但此一分類並沒有被使用在任何一種地質圖內。
陨石坑计数是确定天体表面年龄的一种重要方法。酒海纪时期，月表直径20公里以上的陨石坑分布密度为23-88座/百万公里2之间。

## 该期间形成的对象
酒海纪有很多环形山，包括10-12座直径300公里以上的撞击盆地。如湿海盆地、洪堡海盆地、危海盆地、莫斯科海盆地、酒海盆地、澄海盆地以及巴伊环形山、赫茨普龙环形山、科罗廖夫环形山、门捷列夫环形山等，还有可能已严重损毁的西科尔斯基-里滕豪斯盆地（Sikorsky-Rittenhouse）和孟德尔-里德伯盆地。
在这一时期，由于频繁撞击天体的持续回落，当时月球表面上直径30公里以上陨石坑的形成频率达到1900座/亿年，而下一年代则为390座/亿年。结果共形成了1330座类似大小的陨坑。
当时的火山活动强度尚不得而知，也许该时期的一些月海区域已被撞击溅射物掩埋了。
详细的酒海纪地貌大部分位于月球正面东部和月球背面的一些区域中。
地球上现有的酒海纪月岩样本取自三座月海：酒海盆地（阿波罗16号，值得商榷）、澄海（阿波罗17号）和危海（阿波罗20号）。

## 与地球地質期關係
由于地球上很少甚至不存在对应于月球前酒海纪時期的地質資料，前酒海纪至少被用于一项著名的科學工作-用來作為划分地球冥古宙的一项标准。